# Iglesia de Santa María (Montsor)
Santa María de Montsor es una iglesia románica del pueblo de Montsor, del término municipal de Puebla de Segur, en la comarca del Pallars Jussá. Está situada al sur y al lado del pueblo cercado de Montsor.

## Descripción
No hay documentación que nos hable de esta iglesia, aunque las formas y la técnica constructiva hacen ver que se trata de una obra del siglo XII o incluso anterior.
Es un templo de una sola nave, cubierta con bóveda de cañón de punto redondo, con un arco toral a media nave. Unas impostas biseladas coronan los arcos torales, el arranque de la nave.
El ábside, que era semicircular, ha desaparecido. Se conservan trazas, como el arranque en el lado norte, pero fue sustituido por una sacristía rectangular, más ancha que larga. Se conserva el arco triunfal que conectaba ábside y nave.
La puerta está en la fachada norte, de cara al pueblo. De punto redondo, está reforzado en el exterior con una arquivolta lisa. Aparte de la puerta, una ventana, en la fachada sur, completa las aberturas del templo, pero es obra posterior a la original de la iglesia. Sin embargo, también junto a mediodía, hay una ventana de doble derrame, junto a la anterior, pero que fue tapiada por la parte de dentro del templo, por lo que sólo se puede ver por la parte exterior. Esta ventana tiene una curiosa ornamentación, con una especie de arquivolta. También hay un ojo de buey en la fachada de poniente, pero es obra es también claramente posterior.
Hay un pequeño campanario de torre en el ángulo noroeste, muy sencillo y dañado.
Los sillares que forman el aparato son cuadrados, bien cortados y dispuestos, que se alternan en algunos lugares, como la puerta y la ventana, con piedra pómez, y que tienen en la base de la fachada sur una hilada de piedras dispuestas verticalmente . Todo ello remite a una obra rural del siglo XII.